# 联合国灾害管理和应急天基信息平台

联合国灾害管理和应急天基信息平台（United Nations Platform for Space-based Information for Disaster Management and Emergency Response）是一个促进空间技术运用于灾害管理和应急反应的平台，是一个由联合国外层空间事务厅领导的方案。

## 空间技术应用和灾害管理
全球自然灾害的脆弱性，可能会由于随着人口快速增长，而造成的全球气候的变化和土地退化过程的影响持续上升而增加。地震、洪水、暴风雨和其他自然灾害，会对社会造成重大的毁坏，以及加重国家经济体系的负担。然而，通过更好的风险与灾难，风险评估，早期预警，灾难监测的相关信息，重大的生命和财产损失是可以避免的。在了解到这些需求以后，联合国大会在2006年12月14号61/110号决议中，认识到利用现有空间技术如地球观测和气象卫星、通信和导航卫星可以为决策者在支持灾害管理中提供准确及时的信息发挥重要的作用。

## 组织及结构

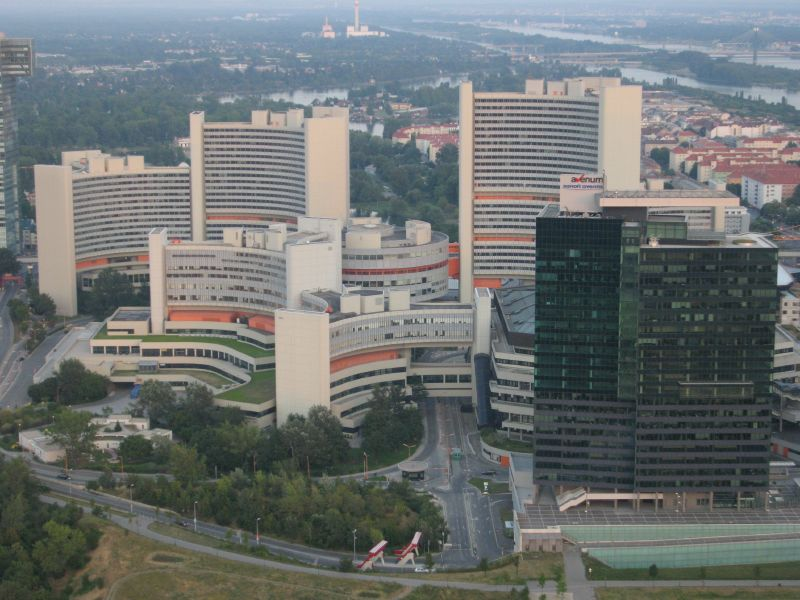
United Nations, Vienna

在2006年12月14号第61/110号决议中, 联合国大会决定在联合国内部设立联合国灾害管理和应急反应天基信息平台（天基信息平台）这一方案，目的是《确保所有国家以及国际组织和区域组织可以获取各类天基信息并提高利用这类信息支助整个灾害管理周期的能力》。为此，联合国天基信息平台旨于实现三大目标：作为获取可用于支助灾害管理的天基信息的门径; 充当灾害管理界联系的桥梁；并作为国家能力建设和机构加强的促进者。
联合国天基信息平台在维也纳（奥地利）、波恩（德国）和北京（中国）各设有一个办事处。
联合国天基信息平台的维也纳办公室，位于维也纳国际中心内的联合国外层空间事务厅总部里。驻维也纳工作人员负责联合国天基信息平台的总协调，资金筹集，各区域支助办事处的协调，和技术咨询支助的工作。该办公室是由奥地利政府支持的。

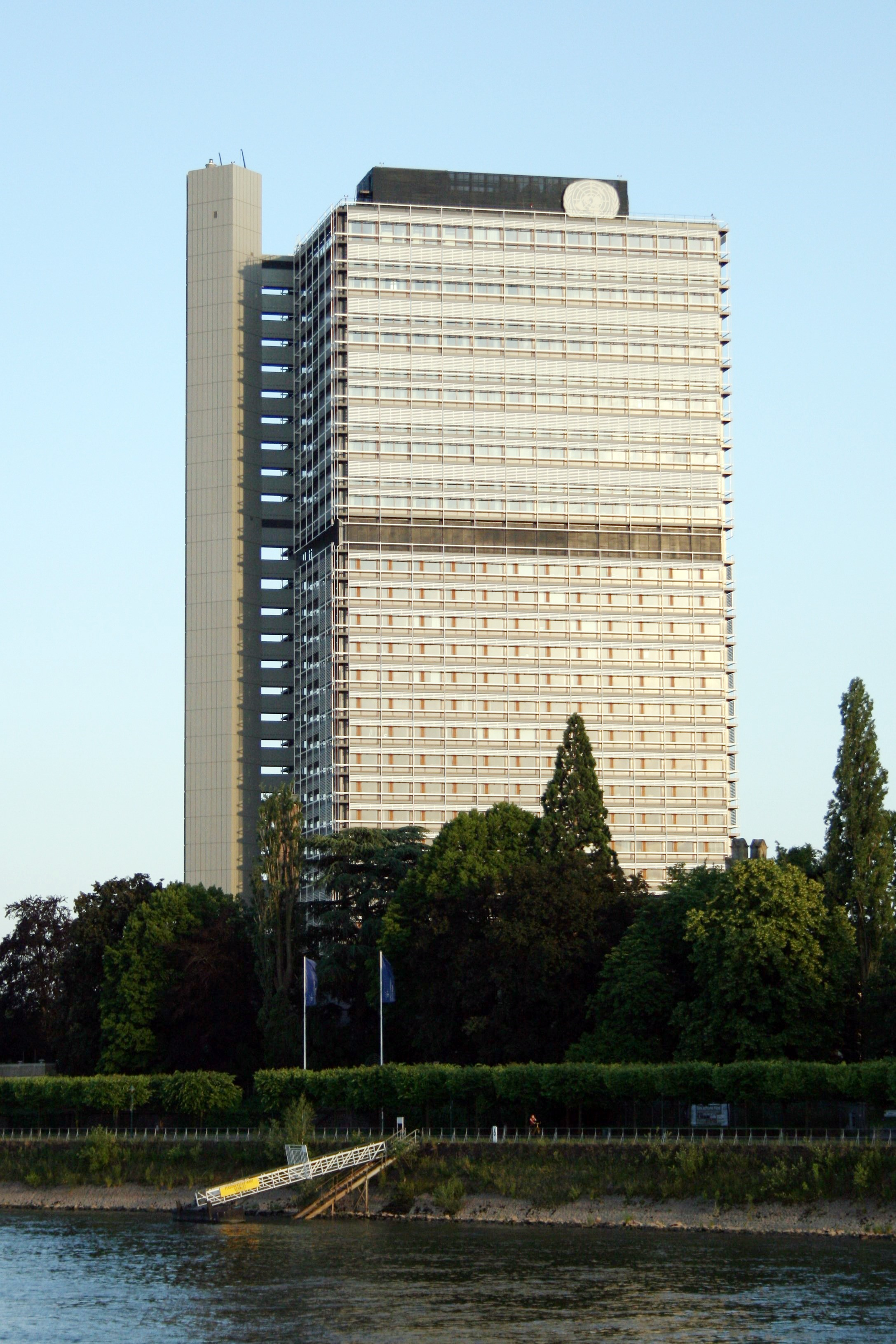
United Nations, Bonn

联合国天基信息平台波恩办事处成立于2007年10月，并得到与德国联邦经济与技术部（BMWi）与德国航空太空中心（DLR）的支持。波恩办公室负责联合国天基信息平台的知识管理，其目的是确保所有在灾难管理领域，及人道主义应急领域的所有利益相关者可以获得各类天基数据。 这主要通过由波恩工作人员管理的联合国天基信息平台的知识门户进行。同时，波恩办公室还负责处理在拉丁美洲和加勒比区的技术咨询支助工作。
北京办公室于2010年11月9日成立，并得到中国政府的支持。北京办公室主要处理在亚洲和太平洋地区的技术咨询支助，和与联合国天基信息平台与国家协调中心之间的合作。

## 联合国天基信息平台开展的活动

### 知识管理
知识的获得、处理和转让被视为天基信息平台活动的核心要素。知识库建立在关于天机信息和解决办法如何支助风险与灾害管理和应急反应的基础上, 并通过天机信息平台门户提供知识。
知识门户是天基信息平台框架内，所有知识管理活动的核心部分，因为该门户为所有的成果产品，提供主机环境以及传播工具。知识门户自2009年6月上线以来，至今一直在不断地改进和完善。它的主要工具是空间应用搜索引擎，它是一个能够基于在灾难管理周期的所有阶段中，应用各类天基信息资源，为研究论文，案例提供信息的成熟搜索引擎。同时，该门户还提供关于灾难与风险管理，研讨会，培训，事件和空间界的最新信息，还有联合国天基信息平台网络合作伙伴的资料信息。
联合国天基信息平台的知识管理活动伴随着认识的提高而进行。因为提高认识是一个提高目标人群的认识水平，促进它们态度与行为的改变的过程，因此，它是对于成功推广天基信息的运用非常重要。在联合国天基信息平台的组织框架里, 随着新的受众，新的合作伙伴关系的形成，和新的开发技术解决方案的发展，提高认识被定义为一个伴随性的，促进性的，准备性的活动的持续过程，并为现有及新的目标群体提供新的机会。联合国天基信息平台主要通过其出版物，例如每月和每年更新的时事通讯，以及知识门户来实现其提高认识活动。

### 宣传推广活动
经验表明，针对涵盖了不同层次，各类公众及私人领域的整个灾害管理周期，宣传推广活动最好通过合作的方式来进行。
联合国天基信息平台的宣传推广活动，以宣传天基信息的利用，从而支助整个灾害管理周期为最终目标，致力于使灾害管理及空间界的专家和从业者参与到到联合国天基信息平台的活动当中。
联合国天基信息平台的宣传推广活动包括了组织举办各个领域的讲习班，研讨会，和专家会议，同时，对于其合作伙伴举办的类似事件给与支持。此外，为了提高人们对于联合国天基信息平台的活动的认识，提高人们对于天基信息运用于灾难管理和风险管理方面的认识提供更多的机会，联合国天基信息平台的工作人员也参与了世界上相关的事件。

### 技术咨询支助
技术咨询支助是联合国天基信息平台的一项国家级别的重要活动。其主要作用是辨识现存的天基信息运用的能力，分析运用天基信息而支持灾害管理的结构框架，发现那些禁止使用信息的限制。技术咨询支助，试图通过国际间的合作，区域间的合作，以及区域机构网络的建立，和灾害管理计划的设定，从而使会员国克服这些限制。它覆盖了具体的区域问题。例如：跨界的问题，应急响应，风险评估，基于地理信息系统的灾害管理体系以及灾害风险降低。技术咨询自助的工作活动范围从简单的提供电话咨询支助，到提供技术支持，进行咨询访问，开设培训，和研讨会。联合国天基信息平台的技术咨询支助有三个方面：技术咨询访问、能力建设和技术支持促进。
技术咨询访问是通过了解会员国利用天基信息能力的现况，从而发现他们需求的工具。技术咨询访问来自于各个国家政府的官方要求，并由专家团队指导进行。团队与重要的灾害管理与发展的政府部门，联合国组织，国际与区域组织，以及民营企业会面，共同探讨深入的话题，提出重点放在如何在灾难与危机管理中提高获取和利用天基信息的问题建议。自2008年以来，各项的任务已经在拉丁美洲、加勒比海地区、非洲地区、亚洲地区以及太平洋地区的国家进行。
联合国天基信息平台把能力建设定义为一个促进个人，团队，以及组织利用天基信息进行有效预防，减低，应对自然灾害和人道主义危机挑战的能力建设过程。联合国天基信息平台的能力建设的工作包括了四种补充类型的活动：关于利用天基信息，为有关机构和政府提供政策性的建议，从而支持完整的灾难管理周期，促进获得天基数据及服务，促进获得并运用这些数据的个体培训，为获得基础设施，硬件，软件，和服务的天基应用程序提供便利。因此，联合国天基信息平台的能力建设的目的，同时面向于机构、人员和基础设施。
在突发事件和灾害的情况下，联合国天基信息平台提供技术援助，并作为负责紧急反应的灾难管理界与由空间界成立的空间机构与机制空间界之间的联系桥梁。联合国天基信息平台通过激活其区域支助办事处的网络，和通过特定空间机构的连接提供此支持援助。

## 联合国天基信息平台网络
联合国天基信息平台已经建立了一个全球性的网络，从而鼓励和加强在全球和区域层面的战略联盟和伙伴关系。它包括了两种类型的网络：区域支助办事处和国家协调中心。

### 各区域支助办事处
各区域支助办事处是一个由会员国成立的，并运用于现存机体的专业知识中心。在61/110联合国大会通过了建立各区域支助办事处网络的决议。现在，联合国天基信息平台拥有分别设于阿尔及利亚，阿根廷，日本，哥伦比亚，匈牙利，伊朗，尼日利亚，巴基斯坦，肯尼亚，罗马尼亚，乌克兰，西印度群岛和巴拿马的12个区域支助办事处。有关各区域支助办事处的具体信息可以在联合国天基信息平台的知识门户查找到。各区域支助办公室与联合国天基信息平台的工作人员进行定期沟通和协助，涵盖了以下三个方面：
- 宣传与能力建设
- 横向合作（实践团体，知识管理，知识门户的贡献）
- 技术咨询资助

### 国家协调中心
据联合国大会定义，国家联络中心是一个国家机构，由相关国家政府制定，代表灾害管理和空间应用的领域。其中，例如空间成员，或者民防组织，联合国天基信息平台通过国家协调中心，建立了与所有国家之间的网络。
国家协调中心与联合国天基信息平台的工作人员共同合作为了达到以下的目标：
- 推广空间解决方案在有关国家的获得和使用
- 加强国家灾害管理的计划和政策
- 实施具体的国家活动，把天基技术解决方案运用于支援灾害管理当中